# Jean-Henri Levasseur
Jean-Henri Levasseur le jeune (genannt der Jüngere, * 29. Mai 1764 in Paris; † 6. Mai 1826 ebenda) war ein französischer Cellist und Komponist. Die Cellisten Jean-Henri Levasseur und Pierre-François Levasseur sind entgegen der Angabe von Wilibald Gurlitt keine Brüder zueinander, sie werden dennoch wegen der Verwechslungsgefahr als der Jüngere und der Ältere qualifiziert.

## Leben
Levasseurs Vater war Gesangslehrer an der königlichen Pariser Oper und von 1755 bis 1757 deren inspecteur général. Jean-Henri Levasseur erhielt Unterricht von dem ebenfalls an der Oper wirkenden Cellisten Jean-Baptiste Cupis (le jeune) (* 1741) und danach von Jean-Louis Duport. Am 8. Dezember 1786 debütierte Levasseur mit einem Konzert seines Lehrers Duport beim Concert spirituel. Danach war er bis 1823 Solocellist an der Pariser Oper.
Gelegentlich trat er sowohl mit der Kapelle Napoleon I., als auch in der Kapelle von König Ludwig XVIII. auf. Nach der Gründung des Pariser Konservatoriums zählte Levasseur 1795 zur ersten Lehrergeneration. Gemeinsam mit dem Cellisten Charles-Nicolas Baudiot, Charles-Simon Catel und dem Geiger Pierre Baillot verfasste er für das Konservatorium die Celloschule Méthode de violoncelle du Conservatoire, die 1805 veröffentlicht wurde. Levasseur war Mitglied in den Freimaurerlogen La Triple Harmonie und L’Olympique de la Parfaite Estime.

## Werke (Auswahl)
Jean-Henri Levasseur komponierte fast ausschließlich Lehrwerke und Duos für das Violoncello.
- Trois Sonates pour Violoncelle et Basse, op. 1
- Exercices pour le Violoncelle, op. 10